# El Gaada
 (août 2016).
Si vous disposez d'ouvrages ou d'articles de référence ou si vous connaissez des sites web de qualité traitant du thème abordé ici, merci de compléter l'article en donnant les références utiles à sa vérifiabilité et en les liant à la section « Notes et références ».
El Gaada (arabe : القعدة) est une commune d'Algérie de la Daïra de Zahana dans la Wilaya de Mascara en Algérie.

## Géographie

### Situation
El Gaada (le Plateau) est située dans la commune de Zahana, l'ancien département de Mascara, puis d'Oran jusqu'au nouveau découpage administratif de 2 juillet 1974. Elle est maintenant à nouveau, liée administrativement à la wilaya de Mascara.
El Gaada est située à 75 km à l'ouest de Mascara, chef-lieu depuis 2 juillet 1974 de la wilaya dont elle dépend, à 37 km au sud-est d'Oran et à 45 km au nord-est de Sidi-Bel-Abbès 
et la distance entre commune d'El Gaada et la daira de Zahana à 7 km de distance.
| Zahana (Wilaya de Mascara) | Oggaz (Wilaya de Mascara) | Sig (Wilaya de Mascara)               |
| Tafraoui (Wilaya d'Oran)   | El Gaada (le Plateau)     | Djeniene Mesquine (Wilaya de Mascara) |
|                            |                           |                                       |

### Relief et géologie
El Gaada est un site géographique situé sur le Plateau tellien. 39 km côte sud-est d'Oran et au nord-ouest algérien sur une altitude de 580 m et s'étale sur superficie de 5 000 ha.

### Lieux-dits, hameaux, et quartiers
El Gaada est constituée des localités suivantes.
- Ain Affeurd, chef-lieu de la commune
- Araïba
- El Blas
- Kedadra
- Meloula
- Mekhatria
- Messatfa
- Ouled Sidi Baghdad
- Ouled Sidi Amar (I & II)
- Ouled Sidi Ben Ahmed
- Ouled Sidi Freïh (I & II)
- Ouled Sidi Saïd
- Remaïssia
- Saadia
- Sekarna
- Souaïhia
- Souala
- Zelalta
- Zouabra

## Toponymie

### Ain Afard le centre-ville d'El Gaada
Aucun ancien n'a parlé des ruines romaines et personne n'a cherché à les localiser ou faire venir des archéologues[réf. nécessaire].

## Histoire

### El Gaada (le plateau)
Ce plateau est occupé par la tribus des Mehadja (Idrissides) et deux tribus berbères Beni Mesguen et Nafzaoua.
Au cours de la battait de Maghraoua de Tlemcen après la construction du port d'Oran 902 et lors de la destruction du village du deux tribus Beni Mesguen et Nafzaoua aujourd'hui appelé Ras El Ain par Yala de nombreux Beni Mesguen et Nafzaoua sont massacrés et ses membres les plus considérables doivent s'enfuir il y en a qui sont partis â Tiaret et pour le reste ils sont installés à Douar appelle aujourd'hui douar El Braber qui se trouve dans la zone de Msatfa à El Gaada 《la tribu de Beni Mesguen et Nafzaoua》.
Les Berbères choisissent un endroit pour leur sécurité.
Pour assurer leur sécurité et leur alimentation en eau potable, ils sont décidés de s'installer à El Gaada un village sur une distance de 37 km d'Oran or à l'époque, El Gaada était connu pour son abondance en eau potable dans ce village il se trouve un grand barrage aujourd'hui se barrage parmi les grands barrage en Algérie.
El Gaada est peuplée à la fin du XIXe siècle par les fractions des tribus Béni Ameur عرب رحالة  (nomade) d'ascendance des Bani Hillal les Ouled Sidi Maachou Guetarnia et les beni yacoob Ghraba appelés les Djaafra ils étaient sous le chef Mohamed ould Tamy, et de la tribu des Ouled M'Barek, enclaves noire (Africaine).
Depuis les années soixante-dix est constaté un accroissement de la population due au fort taux de fécondité en Algérie et à l'accueil de plusieurs familles nomades la tribu des Getarnia venues du environs.

### Les Beni Mesguen et Mehadja
La tribu Beni Mesguen et Mehadja sont installés à El Gaada dans la banlieue d'Oran en 954. Ils choisissent un endroit pour leur sécurité.
Les Beni Mesguen installé dans un douar appelle douar El Brabir qui se trouve dans la zone de Msatfa et les Mehadja ils sont installés dans le douar appelle douar El Araiba qui se trouve dans la zone de Ain Afferd.
Les Beni Mesguen et Mehadja ils habitaient avant à Oran pour assurer leur sécurité et leur alimentation en eau potable, ils ont décidé de s'installer à El Gaada or à l'époque, El Gaada était connu pour son abondance en eau potable.

### Dynastie Idrissdes

#### L'origine d'El Mehadja
L'ascendance des Mhadja remonte à Idris Al Akbar son fils unique Moulay Idris, fondateur de la dynastie qui portera son nom et qui dura de 788 à 985 au nord du Maroc et à l'ouest de l'Algérie Idris Al Akbar, appartient à la cinquième génération descendante du l'imam Ali fils d'Abu Talaib et Fatima Zohra fille du prophète Mahomet.

#### L'avènement d'El Mehadja
L'avènement d'El Mehadja en Algérle avec dans le temps de la dynastie Idrissdes. Selon les récits des anciens, les Mehadja seraient du Fès à l'Ouest algérien dans les environs de Rachgoun, Embouchure de la Tafna, les environs de Nadrouma, village Sidi Bel Lancent de Tlemcen, Oued Barkech (Hassasna) Aïn Témouchent, les environs de Sidi Bel Abbès au village M'Cid à côté de Sfisef, au village Fekan (Mascara) et puis à Oran (leur statut de la foi).

#### El Mehadja
Parmi les familles dEl Mehadja : Les Ouled Sidi Ayoub, Ouled Sidi Ahmed, Ouled Sidi Gandouz, Ouled Sidi Mohamed, Ouled Sidi Meflah, Ouled Sidi Brahim, Ouled Sidi Mohamed, Ouled Sidi Amar et Ouled Sidi El Frih, Oueld Sidi Slimane.

#### Les Ouled M'Barak
Au XXIe siècle, des esclaves noires sont venue d'Afrique jusqu'en Afrique du nord. Ils ont par conséquent atteint le village d'El Gaada comme tous les villages et les villes d'Algérie et de l'Afrique du nord.
Leur ancêtre se nommait M'Barak d'où leur appellation par la suite des Ouled M'Barak. Ils portent aujourd'hui les noms de Salem, de Najar et autres et ils sont installés à Douar Ouled M'Barak.
En 1845 à Oran, le général Lamorciere, gouverneur militaire, prit la décision d'éloigner les indigènes de la ville européenne localisée dans les bas quartiers de la Kasba aujourd'hui Sidi El Houari.
Le général Lamorciere, a créé le premier quartier d'Oran principalement habités par les Ouled M'Barak ce fut le village des Djalis ou des noirs que l'on appellera par la suite village nègre.
C'est dans les années 1860/1870 que les habitants des banlieues d'Oran ont de nouveau habité le quartier Village nègre.
Plus tard le quartier fut rebaptisé par l'administration coloniale française au nom de ville nouvelle. C'est le quartier mythique de la ville d'Oran, connu de nos jours sous le nom de Médina Jedida.

### Les noms patronymiques Algérien, pendant la colonisation française
Le 23 mars 1882 l'administration française imposait l'adjonction d'un patronyme au prénom et surnoms. 
Durant la période coloniale, les Français attribuaient des noms à El Gaada ... Il a été donné aux Mehadja les noms de leurs ancêtres, par contre il a été donné aux habitants noirs le noms leur grand-père de la tribu Ouled M'barek et les Béni Mesguen (berbères) ont pris le nom Ben Berbère.[réf. nécessaire]

### Période espagnole

#### La bataille de Mazagran Mostaganem
Des descendants des familles de la tribu d’El Mahaja toujours à Mostaganem. Ils s'y sont établis après la guerre de Mazagran. Ils ont participé à la bataille contre les Espagnols qui a eu lieu en 1558.
Dans le poème épique de Sidi Lakhdar Ben Khlouf relatant la bataille de Mazagran qui s'est déroulée le 26 août 1558 il fait une description précise des participants et des événements.

### Période ottomane

#### Les récriminations contre les Turcs
Le soulèvement des Derkaoua de la banlieue d'Oran à l'époque du bey Hassan Ali dernier Bey d'Oran. Sidi Brahim El Kh'routi El Mhadji de la Tariqa Shadhiliya Darqawiya Mahajiya.
En dépit de cette répression, le mouvement s'amplifia, avec l'apparition en 1824 d'une confrérie jurant la mort des Turcs, les Tidjania venus d’Ain Madhi, Appuyés par Zaouia El Qadiria de la plaine de Ghriss (Mascara), en particulier par le Cheikh Mahieddine et son frère Ali Boutaleb, qui étaient à l'époque en opposition ouverte avec le Bey Hassan Ali dernier Bey d'Oran.
Sidi Brahim El Kh'routi El Mhadji fut enterré dans un mausolée (Goubba) à Djenane Djato aujourd'hui la prison d'Oran dans le quartier Lamur (El Hamri).

#### Le grand ribat d'Oran 1788
L'avant-dernier bey Mohamed Ottoman dit Mohamed El Kebir, quand il a programmé de combattre les Espagnols, a fait appel aux tolbas coraniques de l'Ouest algérien pour former une résistance contre l'armée espagnole.
Les tolbas sont de Mascara, Tlemcen, Nedroma, Mazouna et les tolbas d'Oran leur tête de l'ordre Sidi Mohamed Es Senni El Mhadji, qui était proche du bey Mohamed El Kebir à Oran.

### La colonisation française

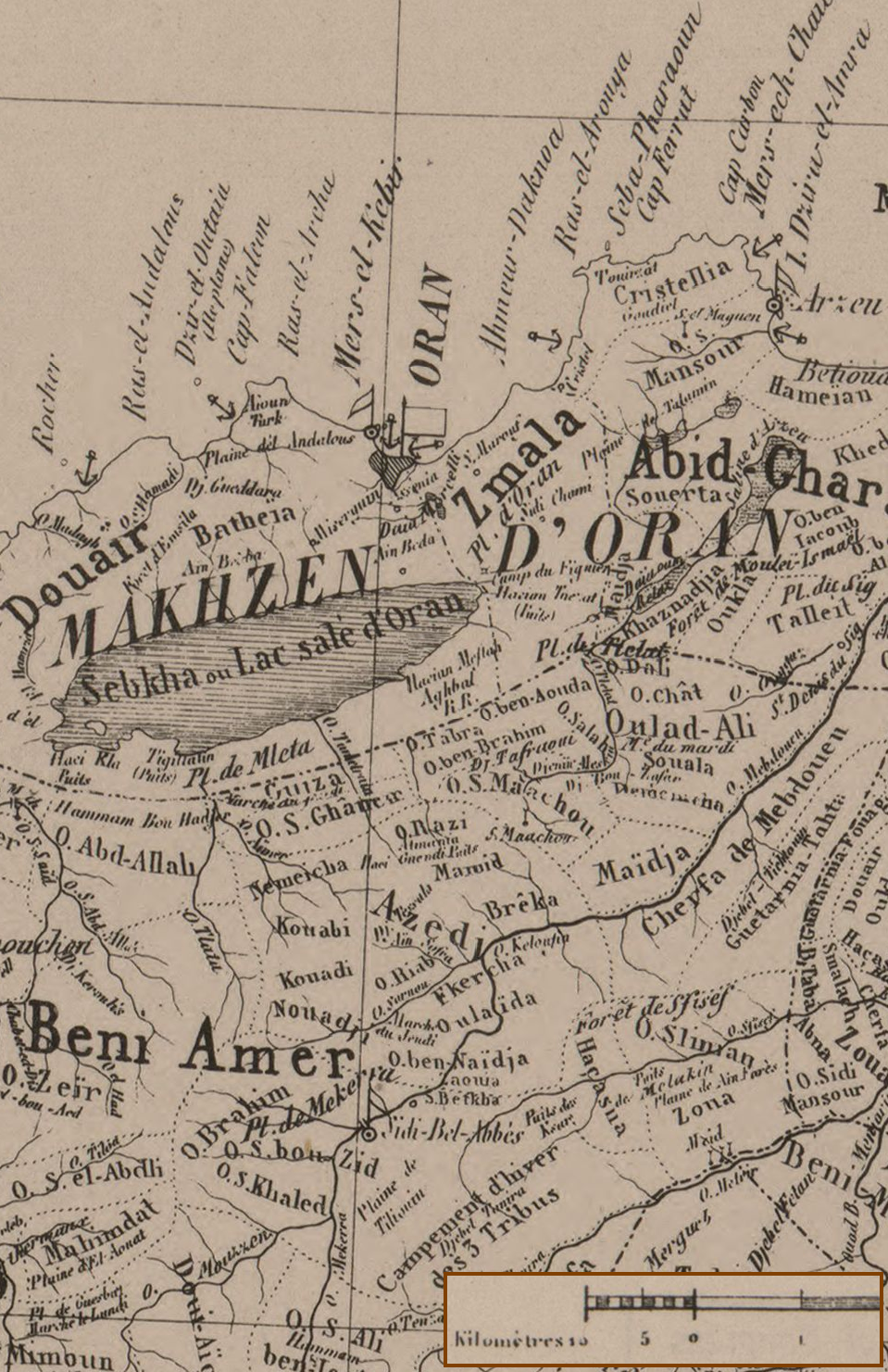
Situation des tribus au sud d'Oran vers 1845, d'après Carette et Warnier.

En 1832, Abd el-Kader qui obtint une fatwa des tribus d'El Mhadja à El Gaada dans les environs d'Oran, seules à même de pouvoir lui rassembler quarante imams à la tête de l'ordre Sidi El Freih Mhadji et son fils Tayeb, dirigea le soulèvement contre la conquête coloniale française.
D'où le nom d'El Mhadja "rab'aayen chachia", qui veut dire les quarante Goubba l'apparition du maraboutisme et dans l'État de l'Émir Abd el-Kader, le premier gouverneur était Mohammed Benfreha Al Mahaji installée à la ville de Mascara qui fut la capitale du nouvel État.

#### El Gaada 1954/1962
El Gaada est le berceau des réformistes. Ghar Boudjelida servait de poste de commandement du Front de libération nationale (FLN) du secteur de d'Oran pendant la guerre d'Algérie (Zone 4 Wilaya V) il se trouve sur la zone de Msatfa où vivaient très proches l'un de l'autre trois tribus (Bouadid, Brabir et Ouled M'barek). La bataille de Ghar Boudjelida, à El Gaada huit jours après le déclenchement de la guerre d'Algérie le 8 novembre 1954, la sorte réservée par l'armée française à Ahmed Zahana dit Ahmed Zabana et ses compagnons.
Les Mhadja fut nombreux à rejoindre les rangs de l'ALN et du FLN. En 1954, El Gaada représentait tous les douars de quelques dizaines d'âmes, en moyenne chacun a sacrifié 3 ou 4 de ses hommes et femmes pour la Révolution algérienne.

## Attribuaient des noms
Durant la période coloniale, les français attribuaient des noms à El Gaada.

## Démographie
La population du douar d'El Gaada était en 1884 de 2 839 habitants sur 8 498 ha. Elle est en 2008 de 4 336 habitants.

## Administration

### Découpage territorial et histoire administrative
Lors de la colonisation française, le douar d'El Gaada faisait partie de la commune mixte de Sainte Barbe du Tlelat (actuellement Oued Tlelat) avec 8 autres douars (arrêté du 23/09/1874), puis de la commune mixte de St Lucien (l'actuelle Zahana) qui comprenait en 1884, les douars d'El Ksar (tribu des Ouled Ali-Tahta), d’Oum el Ghelaz, de Telilat, de Toumiat (trois douars de la tribu des Gherabas dits aussi Abid-Gherabas) de Sidi-Ghalem (tribu des Ouled Ali-Ghoualem), de Tenazet (tribu des Zmelas), d'El Teniat (tribu des Ouled Ali-Fouaga), Chorafa (tribu des Ouled Sidi Ali Cherif) Chorfa et El Gaada (tribu des Mhadja)1884, opus cité, pour la composition territoriale, et pour la composition tribale : Le Royaume d'Alger sous le dernier dey.
Lors de la dissolution des communes-mixtes, le douar-commune d'El Gaada est érigé en commune de plein exercice en 1957.
El Gaada, berceau des tribus Mhadja qui fondèrent avec d'autres tribus la future Métropole d'Oran seront rattachés (El Gaada) à Mascara. Situé à 40 km d'Oran, cette région sera wilaya de Mascara qui elle est à 85 km ou plus.

## Personnalités liées à la commune
- Sidi Mohamed Es-Senni Al Mahaji est un érudit qui fut l’un des conseillers du bey d’Oran. Il exerça comme inspecteur principal sous le règne du bey Mohamed El Kébir. Il fut le premier imam et responsable de la grande mosquée du Pacha, située dans le quartier Sidi El Houari.
- Ben Abdelkader Ben Abdallâh. Il obtint le poste de cadi d’Oran en 1800 qu’il le conserva jusqu’à sa mort.
- Mestfa Ben Brahim dit Safa (1800-1867), gloire de la poésie populaire algérienne dit Melhoun.
- Cheikh Si Tayeb El Mehadji de son vrai nom El Tayeb Zeddour Mohamed Brahim (1881-1969), imam et écrivain algérien. Il a dirigé Médersa El-Falah à Oran
- Cheikh Miloud El Mehadji (vers 1900-2001), imam très respecté à Oran. Sa famille s'est installée auprès du bey Mohamed El Kebir à Oran (XVIIIe siècle).
- Mahi Bahia Amar Kaddour  (1909-1949). En 1933, il a été candidat aux élections municipales sous l'étiquette de 《liste indépendante pour la défense des intérêts ouvrières musulmans 》d'Oran. Cette liste réclamait pour les 《indigènes 》 les mêmes droits et les mêmes salaires que ceux des Européens. Elle demandait également le respect de la liberté religieuse et exigeait l'arrêt de la conversion des Arabes au catholicisme. Il a été cofondateur de l'association El Falah et a milité dans l'association des Oulémas d'Algérie.
- Belkacem Zeddour Mohamed Brahim (1923-1954), l'un des « cerveaux » de la révolution algérienne, animateur direct du mouvement nationaliste au Caire, il a traduire la constitution algérienne en arabe  en Égypte. Il est le premier martyr cadre de la révolution.
- Mokhtar Lakehal, né en 1949, enseignant en sciences économiques et sociales à Paris.
- Omar Kaddour Brahim, professeur à l'Université Es Senia (Oran) en littérature arabe et sciences islamiques, auteur d'un quarantaine d'ouvrage publiés en arabe.
- Zakaria Kadour Brahim, réalisateur algérien qui a réalisé le film L'Inspecteur marque le but, le film Soleil et le reportage Kafilate El Djanoub (Caravane du Sud).
- Zakaria ZEDDOUR MOHAMMED BRAHIM ; enseignant universitaire - Docteur en sciences des textes littéraires-, écrivain (4 romans publiés), auteur compositeur et interprète (chanson à texte), réalisateur et musicien (musique de film et autres).